# مرتضی شمس
مرتضی شمس پزشک، پژوهشگر، مترجم و شاعر ایرانی بود. او فرزند «میرزا حبیب شمس» و نوهٔ بزرگ «آقا مرتضی شمس الاطباء» از پزشکان بنام خوی بود.

میرزا حبیب شمس (پدر)، متوفی به تاریخ ۱۳۳۱/۷/۴ خورشیدی.

## زندگی
مرتضی شمس در ۱۵ اردیبهشتِ ۱۳۰۷ خورشیدی در شهر خوی متولد شد. تحصیلات ابتدایی و متوسطه را در همان شهر گذراند. او پس از اتمام تحصیلات در طب به خوی عزیمت کرد و برای اولین بار رشتهٔ طبیعی و دانشکدهٔ پرستاری و بهداشت را در این شهر پایه‌گذاری کرد. وی در دانشکدهٔ پرستاری و بهداشت خوی تدریس می‌کرد و بیش از چهل سال به طبابت، همچون پدرانش، در آن شهر پرداخت.

## حرفۀ نویسندگی

دانشکدهٔ پرستاری و بهداشت خوی، حدود دهۀ ۳۰ خورشیدی.

شمس، با تخلص آفتاب، اولین شاعر خویی بود که به سبک نیمایی شعر سرود و آثار شاعران اروپایی از جمله بودلر را به فارسی ترجمه کرد. وی در دههٔ ۳۰ خورشیدی، با ترجمهٔ گل‌های رنج اثر شارل بودلر، آثار سمبولیستی را به جامعهٔ ادبی ایران شناساند.
اشعار و متون ادبی و ترجمه‌های وی در نشریاتی نظیر «اقدام»، «فردوسی»، «سخن»، «یغما» و... به چاپ می‌رسید. همچنین چهار جلد کتاب شعر (از جمله سقوط و حماسه‌ی جاودانگی)، سه جلد کتاب در زمینهٔ پزشکی و یک جلد ترجمه از او به چاپ رسیده‌ است.
شمس صرف‌ نظر از مقالات علمی و پزشکی منتشره در مجلاتی نظیر «آخرین اطلاعات پزشکی»، دو کتاب با نام‌های: "درمان بیماری‌های کودکان"، "ویتامین ب آ" و "کهیر مالاریایی" تألیف کرده‌ است.
او پس از مدت‌ها اقامت و طبابت در زادگاهش سرانجام به تهران رفت و در آنجا ساکن شد. وی با شاعران مطرح دوران خود همچون شهریار، فریدون مشیری و سیمین بهبهانی، جمشید واقف و نویسندگان و ادیبانی همچون محمدامین ریاحی، غلامحسین ساعدی و عباس زریاب خویی حشر و نشر داشت.
شهریار در دیوان غزلیات خود، غزل شمارهٔ ۵۳، سرود ساربان، را برای وی سروده‌ است:
بهار آمد که بازم گل به باغ و بوستان خواند
به گوشم ناله بلبل هزاران داستان خواند
به مرغان بهاری گو که این مرغ خزان دیده
دگر سازش غم‌انگیز است و آواز خزان خواند
دل وامانده ام بس همرهانش کاروانی شد
اگر خواند به آهنگ درای کاروان خواند
چه ناز آهنگ ساز دل که هم دلها به وجد آرد
اگر از تازه‌ها گوید و گر از باستان خواند
اگر تار دل و مضراب سوز جادوان داری
به‌سازی پنجه کن جانا که سیمش جاودان خواند
دلا ما را به خوی خوانده ست دکتر مرتضای شمس
نه آخر شمس ملا را به آذربایجان خواند
به پشت اشتران کن شهریارا بار مولانا

که شمست مرحبا گویان سرود ساربان خواند
یحیی رحیمی، نویسنده و روزنامه‌نگار خویی، در مقاله‌ای از او به عنوان «شاعری از خوی برای هزارهٔ ابد» نام می‌برد.
او سرانجام در ۷ بهمن ماه سال ۱۳۹۱ خورشیدی در تهران درگذشت و به وصیت خود به شهر زادگاهش منتقل و در آرامسرای خوی به خاک سپرده شد.
ترجمهٔ «قطعه هایی از گلهای رنج» اثر «شارل بودلر» و نُه مجموعهٔ شعر از او به نام‌های «تقدیر، تقدیر»، «آهوان»، «غزل‌نامه»، «آناهیتا»، «در زیر صنوبرها»، «پاره‌ها»، «قصهٔ بویلاپوش»، «از دور و از نزدیک» و «دردنامه» به چاپ رسیده که این اشعار هم در قالب‌های کلاسیک و هم آزاد [موزون و بی‌وزن (منثور) چون: غزل، غزل‌واره، مثنوی، رباعی، دوبیتی، سه‌پاره، پنج‌پاره (ابتکاری) و دوپاره] سروده شده‌اند.
«فرهنگ ادبیات جهان» در چهار جلد و دو مجلد باقی‌مانده از مجموعهٔ اشعار حماسی («حماسهٔ بابک» و «حماسهٔ زریر») و ترجمهٔ «دمتریوس‌های دروغین» اثر «پروسپر مریمه» نویسندهٔ فرانسوی نیز از دیگر آثار چاپ نشدهٔ او است.

شعر ذیل بر سنگ مزار او نقش بسته‌ است:
نشکنید آینه را
برکهٔ خلوت آرامم را چین ندهید
نه صدایی، پاره‌سنگی، نه دعایی… بگذارید بخوابم

  … بگذارید بخوابم

اکرم طلوعی (همسر)، ۱۳۳۹ خورشیدی.

همسر وی «اکرم طلوعی» نیز در ۱۳ آبانماه ۱۴۰۱ خورشیدی درگذشت و او نیز به وصیت خود به شهر خوی منتقل و در آرامسرای آنجا در جوار همسر خود به خاک سپرده شد.